# カザフスタンの国旗
カザフスタンの国旗は、1991年のソ連解体後、カザフスタン共和国として独立した際に制定された。青地は空、中央の金色（実際の旗には黄色が用いられるが、法律上は金色と規定されている）は32本の光を擁する太陽と翼を広げて飛ぶ鷲（ステップ・イーグル）を示す。左端にはカザフ人の伝統的な文様が縦に配置されるが、これは鷲の翼と雄羊をモチーフにしたものである。青地はまた、この地域のテュルク系諸民族を示し、彼らの間では青地は宗教上特別な意味である神の存在を象徴するが、現在ではカザフスタンの広い空と自由を象徴している。
中央の鷲は、当時も青地に鷲の旗のもとこの地方を支配したチンギス・ハーンの帝国を示し、カザフスタンの人々の誇りを表している。
青色は伝統的に中央アジア系遊牧民らの好む色だった。

## 政府・軍隊用の旗

大統領旗
?政府用海上旗
?軍艦旗
空軍旗
陸軍旗

## 歴史的な旗

### ロシア支配以前

カザフ・ハン国の国旗

### ロシア帝国

1858年までの旗
1858年-1883年の旗
1883年-1917年の旗
1914-1917（非公式）

### ロシア革命以降

アラシュ自治国の国旗(1917-1920)
バスマチ蜂起の旗（1921～1924）
トルキスタン自治ソビエト社会主義共和国の旗(1919-1921)
トルキスタン自治ソビエト社会主義共和国の旗(1921)
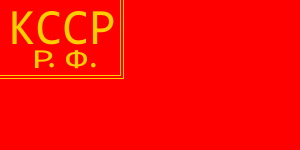
キルギス自治社会主義ソビエト共和国（ロシア語版）の国旗 ( - 1924)
キルギス自治社会主義ソビエト共和国の国旗 ( - 1924)
カザフ・ソビエト社会主義共和国の国旗 (1924 - 1937)
カザフ・ソビエト社会主義共和国の国旗 (1937 - 1940)
カザフ・ソビエト社会主義共和国の国旗 (1940 - 1953)
カザフ・ソビエト社会主義共和国の国旗 (1953 - 1992)
1990年の国旗(非公式)
1990年の国旗(非公式、別の仕様)

### 独立以降

1992年の国旗
?現在の国旗（縦横比2:3の別タイプ）